# Roger Gryson
Roger Gryson, né le 28 juillet 1938 à Uccle, est un prêtre catholique, théologien, spécialiste de l'histoire de l'Église ancienne, de l'arianisme latin, et de la critique textuelle de la Bible latine. Il est professeur émérite de la Faculté de théologie et d'étude des religions de l'UCLouvain.

## Biographie

### Formation académique
Roger Gryson a étudié la philologie classique et la philosophie à Louvain, puis la théologie au séminaire de Malines. Il obtient successivement, à l'UCLouvain, les diplômes de :
- Candidat en philosophie et lettres (1957) ;
- Bachelier en philosophie (1958) ;
- Docteur en théologie (1966) ;
- Maître en théologie (1968).

### Carrière universitaire
Il commence sa carrière comme stagiaire de recherches en 1965, puis aspirant au Fonds national de la recherche scientifique en 1966. En 1968, il devient suppléant de Roger Aubert pour le cours d'« Histoire de l'Église dans l'Antiquité » à l'UCLouvain. En 1969, il est nommé professeur ordinaire à la chaire d'histoire de l'Église ancienne et de patrologie, où il enseigne jusqu'à son éméritat le 30 septembre 1999.
Roger Gryson a également occupé des fonctions administratives :
- Président de la commission des bibliothèques de la Faculté de théologie (1981) ;
- Secrétaire académique de la Faculté (1982) ;
- Responsable de l'unité d'histoire religieuse (1983) ;
- Doyen de la Faculté de théologie (1985) ;
- Président de la commission de l'informatique de la Faculté (1992).

### Contributions scientifiques
Roger Gryson a dirigé le Vetus Latina Institut de Beuron (1998-2001), spécialisé dans l'édition critique des versions latines anciennes de la Bible. Il est connu pour ses travaux sur l’arianisme latin, l'histoire des institutions ecclésiastiques antiques, et la critique textuelle de la Bible.
Il a édité plusieurs œuvres majeures, dont les anciennes versions latines du Livre d'Isaïe et de l'Apocalypse johannique, ainsi que les commentaires de Jérôme et d'autres exégètes latins. Il a également reconstitué le commentaire perdu de Tyconius sur l’Apocalypse.
Il a effectué de nombreuses recherches sur le célibat ecclésiastique, en particulier dans son livre Les origines du célibat ecclésiastique du Ier au VIIe siècle (1970, ed. Duculot) dans lequel il revient sur les racines du célibat obligatoire pour les prêtres.

### Vie ecclésiastique
Roger Gryson a été ordonné prêtre en 1962 et a ensuite exercé divers ministères. En 2004, le pape Jean-Paul II lui a conféré le titre de chapelain de Sa Sainteté, et en 2011, il est promu archimandrite de l'Église melkite par le patriarche Gregorios III, qui lui a accordé deux ans plus tard l'honneur de la mitre.

## Distinctions et affiliations
- Prix de recherche Humboldt (1989).
- Membre de l'Association internationale d'études patristiques (depuis 1975).
- Collaborateur du comité de rédaction de la Revue d'histoire ecclésiastique (1981-1999) et de la Revue théologique de Louvain (1985-1999).
- Membre de la commission de la Vetus Latina de la Heidelberger Akademie der Wissenschaften (1989-1999).
- Membre du conseil d'administration de la Stiftung Vetus Latina (depuis 1990).

### Publications principales
Roger Gryson est l'auteur de nombreuses éditions critiques et traductions de textes bibliques et patristiques, ainsi que d'ouvrages de référence et d'études relatives à ces matières.  
Un recueil de ses articles scientifiques a paru en 2008 sous le titre Scientiam salutis. Quarante années de recherches sur l'Antiquité chrétienne (Bibliotheca Ephemeridum Theologicarum Lovaniensium, vol. 211).

### Éditions
- Scripta arriana latina, I. Collectio Veronensis, Scolia in concilium Aquileiense, Fragmenta in Lucam rescripta, Fragmenta theologica rescripta (Corpus Christianorum, series latina, 87), Turnhout, 1982.
- Vetus Latina, t. 12: Esaias, Freiburg, 1987-1999.
- Commentaires de Jérôme sur le prophète Isaïe, 5 vol. (Aus der Geschichte der lateinischen Bibel), Freiburg.
- Vetus Latina, t. 26/2: Apocalypsis Johannis, Freiburg, 2000-2003.
- Bedae presbyteri Expositio Apocalypseos ad fidem codicum manuscriptorum cum prolegomenis et adnotationibus criticis (Corpus Christianorum, series latina, vol. 121A), Turnhout, 2001.
- Variorum auctorum commentaria minora in Apocalypsin Johannis (Corpus Christianorum, series latina, vol. 107), Turnhout, 2003.
- Biblia Sacra iuxta Vulgatam versionem, recensuit R. Weber (†). Editio quinta emendata retractata, Stuttgart, 2007.
- Tyconi Afri Expositio Apocalypseos (Corpus Christianorum, series latina, vol. 107A), Turnhout, 2011.
- Beati Liebanensis Tratatus de Apocalipsin (Corpus Christianorum, series latina, vol. 107B, 107C), Turnhout, 2012.
- Incerti auctoris Glossa in Apocalypsin e codice bibliothecae Universitatis Cantabrigiensis Dd.X.16 (Corpus Christianorum, series latina, vol. 108G), Turnhout, 2013.
- Haymonis Autissiodorensis Annotatio libri Isaiae prophetae (Corpus Christianorum, continuatio mediaevalis, vol. 135C), Turnhout, 2014.
- Haymonis Autissiodorensis Annotatio libri Ezechielis imperfecta (Corpus Christianorum, continuatio mediaevalis, vol. 135E), Turnhout, 2015.
- Cassiodori Senatoris Complexiones in epistulis et actis apostolorum (Corpus Christianorum, series latina, vol. 98C), Turnhout, 2016.
- Victorini Poetovionensis Explanatio in Apocalypsin una cum recensione Hieronymi, Tractatus de fabrica mundi, Fragmentum de vita Christi (Corpus Christianorum, series latina, vol. 5), Turnhout, 2017.
- Iosephus Scottus. Epitome explanationum in Isaiam beati Hieronymi presbyteri (Corpus Christianorum, Continuatio mediaevalis, vol. 284), Turnhout, 2018.
- Caesarii Arelatensis Expositio de Apocalypsi sancti Iohannis (Corpus Christianorum, series latina, vol. 105), Turnhout, 2019.
- Heiricus Autissiodorensis. Commentarii in Ionam Micheam Naum Abacuc Sophoniam Aggeum Zachariam Malachiam (Corpus Christianorum, continuatio mediaevalis, vol. 135G), Turnhout, 2020.
- Haymonis Autissiodorensis Commentarii in prophetas Osee Ioelem Aos Abdiam (Corpus Christianorum, continuatio mediaevalis, vol. 135F), Turnhout, 2021.
- S. Hieronymi presbyteri Commentarii in Aggaeum, in Abdiam, in Malachiam (Corpus Christianorum, series latina, vol. 76bis2), Turnhout, 2022.
- S. Hieronymi presbyteri Commentarii in Sophoniam, in Naum, in Iohel (Corpus Christianorum, series latina, vol. 76bis3), Turnhout, 2023.
- S. Hieronymi presbyteri Commentarius in Zachariam (Corpus Christianorum, series latina, vol. 76bis4), Turnhout, 2024.

### Traductions
- Ambroise de Milan. La pénitence (Sources chrétiennes, 179), Paris, 1972.
- Scolies ariennes sur le concile d'Aquilée. Introduction, texte critique, traduction et notes (Sources chrétiennes, 267), Paris, 1980.
- Tyconius : Commentaire de l'Apocalypse, Introduction, traduction et notes (Corpus Christianorum in Translation, vol. 10), Turnhout, 2011.
- Césaire d’Arles. Commentaire de l'Apocalypse de Jean (Sources chrétiennes, 636), Paris, 2023.

### Ouvrages
- Le Prêtre selon saint Ambroise, Louvain, 1968.
- Les origines du célibat ecclésiastique du premier au septième siècle (Recherches et synthèses de sciences religieuses, Histoire, 2), Gembloux, 1970.
- Le ministère des femmes dans l'Église ancienne (Recherches et synthèses de sciences religieuses, Histoire, 4), Gembloux, 1972. Trad. italienne : Il ministero della donna nella Chiesa antica, Rome, 1974.  Trad. anglaise : The Ministry of Women in the Early Church, Collegeville (Minnesota), 1976.
- Les scolies ariennes du Parisinus latinus 8907. Un échantillonnage d'écritures latines du Ve siècle (Armarium codicum insignium, 1), Turnhout, 1980 (en collaboration avec L. Gilissen).
- Le recueil arien de Vérone (ms. LI de la Bibliothèque Capitulaire et feuillets inédits de la collection Giustiniani Recanati). Étude codicologique et paléographique (Instrumenta patristica, 13), Steenbrugge, 1982.
- Les palimpsestes ariens latins de Bobbio. Contribution à la méthodologie de l'étude des palimpsestes (Armarium codicum insignium, 2), Turnhout, 1983.
- Altlateinische Handschriften / Manuscrits vieux latins. Première partie : Mss 1–275 (Vetus Latina, vol. 1/2), Freiburg, 1999.
- Altlateinische Handschriften / Manuscrits vieux latins. Deuxième partie : Mss 300–485 (Vetus Latina, vol. 1/2B), Freiburg, 2004.
- Répertoire général des auteurs ecclésiastiques latins de l'Antiquité et du haut Moyen Âge, 2 vol., Freiburg, 2007.

### Articles (sélection)
- « À propos du témoignage de Papias sur Matthieu. Le sens du mot "logion" chez les Pères du second siècle », dans Ephemerides Theologicae Lovanienses, t. 41 (1965), p. 530-547.
- « L'interprétation du nom de Lévi chez saint Ambroise », dans Sacris Erudiri, t. 17 (1966), p. 217-229.
- « Les élections ecclésiastiques au IIIe siècle », dans Revue d'histoire ecclésiastique, t. 68 (1973), p. 353-404.
- « L'ordination des diaconesses d'après les Constitutions apostoliques », dans Mélanges de sciences religieuses, t. 31 (1974), p. 41-45.
- « Les citations scripturaires des œuvres attribuées à l'évêque arien Maximinus », dans Revue bénédictine, t. 88 (1978), p. 45-80.
- « Melchisédech, type du Christ, selon S. Ambroise », dans Revue théologique de Louvain, t. 10 (1979), p. 176-195.
- « Les Lettres attribuées à Ignace d'Antioche et l'apparition de l'épiscopat monarchique », ibid., p. 446-453.
- « Les élections épiscopales en Orient au IVe siècle », dans Revue d'histoire ecclésiastique, t. 74 (1979), p. 301-345.
- « Les élections épiscopales en Occident au IVe siècle », dans Revue d'histoire ecclésiastique, t. 75 (1980), p. 257-283.
- « Dix ans de recherches sur les origines du célibat ecclésiastique. Réflexion sur les publications des années 1970-1979 », dans Revue théologique de Louvain, t. 11 (1980), p. 157-185.
- « Le thème du bâton d'Aaron dans l'œuvre d'Ambroise », dans Revue des études augustiniennes, t. 26 (1980), p. 29-44.
- « L'ascendance lévitique de Jésus dans l'Expositio in Lucam d'Ambroise », dans Revue belge de philologie et d'histoire, t. 58 (1980), p. 22-29.
- « Les pièges de la lecture des palimpsestes. L'exemple des fragments ariens sur Luc », dans Calames et cahiers. Mélanges de codicologie offerts à Léon Gilissen, Bruxelles, 1985, p. 55-59.
- « Un faux-témoin de la Vetus Latina. La version latine du commentaire pseudo-basilien sur Isaïe (avec une note sur le ms. 179 de la Vetus Latina) », dans Revue bénédictine, t. 95 (1985), p. 280-292 (en collaboration avec T. Osborne).
- « La vieille-latine, témoin privilégié du texte du Nouveau Testament. L'exemple de Matthieu 13,13-15 », dans Revue théologique de Louvain, t. 19 (1988), p. 413-432.
- « Barachie et la prophétesse. Exercice de critique textuelle sur Isaïe 8,2. 3 », dans Revue biblique, t. 96 (1989), p. 321-336.
- « La version gotique des évangiles. Essai de réévaluation », dans Revue théologique de Louvain, t. 21 (1990), p. 3-31.
- « Les commentaires patristiques sur Isaïe d'Origène à Jérôme », dans Revue des études augustiniennes, t. 36 (1990), p. 3-41 (en collaboration avec D. Szmatula).
- « Les six dons du Saint-Esprit. La version hiéronymienne d'Isaïe 11,2. 3 », dans Biblica, t. 71 (1990), p. 395-400.
- « Saint Jérôme traducteur d'Isaïe. Réflexions sur le texte d'Isaïe 14,18-21 dans la Vulgate et dans l'In Esaiam », dans Le Muséon, t. 104 (1991), p. 57-72.
- « L'histoire du texte latin d'Isaïe au miroir du cantique d'Ézéchias », dans Revue théologique de Louvain, t. 24 (1993), p. 325-344 et 455-477 (en collaboration avec J.-M. Auwers).
- « Les sermons ariens du Codex latinus Monacensis 6329. Étude critique », dans Revue des études augustiniennes, t. 39 (1993), p. 333-358.
- « Enfanter un esprit de salut. Histoire du texte de Isaïe 26,17. 18 », dans Revue théologique de Louvain, t. 27 (1996), p. 25-46.
- « Enfanter un esprit de salut. L’interprétation de Is 26,17-18 chez les Pères grecs », dans Revue théologique de Louvain, t. 32 (2001), p. 26-43.
- « Un fragment de parchemin en semi-onciale du VIe s. (Lettres de S. Jérôme, Vie de Malchus) », dans Analecta Bollandiana, t. 130 (2012), p. 241-254.
- « Ein Fragment eines unbekanntes Apocalypse-Kommentars aus hibernolateinischer Tradition. Un nouveau fragment hiberno-latin sur l’Apocalypse », dans Revue bénédictine, t. 129 (2019), p. 109-142 (en collaboration avec L. J. Dorfbauer).